# ローゼンスティール賞
ローゼンスティール賞（Lewis S. Rosenstiel Award for Distinguished Work in Basic Medical Research）は、アメリカ合衆国の医学の賞。基礎医学の発展における重要な功績に対して、ブランダイス大学により1971年から授与されている。賞金は3万ドル。後援者である実業家の名を冠している。
これまでの受賞者総数96名（2024年10月現在）のうち、42名（約43.7%）が後にノーベル生理学・医学賞またはノーベル化学賞を受賞し（生理学・医学賞29名、化学賞9名）、ノーベル賞の一つの有力な先行指標とされている。

## 受賞者一覧
太字はノーベル賞受賞者
- 2024年 -  Winrich Freiwald, Nancy Kanwisher, Margaret Livingstone, Doris Tsao
- 2023年 -  Wolfgang Baumeister
- 2022年 -  Christine Holt, Erin Schuman
- 2021年 -  Robert H. Singer
- 2020年 - カリコー・カタリン, ドリュー・ワイスマン
- 2019年 - デヴィッド・ジュリアス, アーデム・パタプティアン
- 2018年 - Stephen C. Harrison
- 2017年 - ティティア・デ・ランゲ
- 2016年 - スーザン・リンドキスト
- 2015年 -  大隅良典
- 2014年 -  Frederick Alt
- 2013年 -  Winfried Denk, David Tank, Watt W. Webb
- 2012年 -  スティーブン・エレッジ
- 2011年 -  ネイハム・ソネンバーグ
- 2010年 -  チャールズ・デビッド・アリス, マイケル・グルンスタイン
- 2009年 -  ジュール・ホフマン, ルスラン・メジトフ
- 2008年 -  ジョン・ガードン, Irving Weissman, 山中伸弥
- 2007年 -  フランツ＝ウルリッヒ・ハートル, Arthur L. Horwich
- 2006年 -  Mary F. Lyon, Davor Solter, アジム・スラーニ
- 2005年 -  マーティン・チャルフィー, ロジャー・Y・チエン
- 2004年 -  アンドリュー・ファイアー, クレイグ・メロー, ヴィクター・アンブロス, ゲイリー・ラヴカン
- 2003年 -  小西正一, Peter Marler, Fernando Nottebohm
- 2002年 -  Ira Herskowitz
- 2001年 -  ジョーン・A・スタイツ
- 2000年 -  Peter B. Moore, Harry F. Noller, Jr., トマス・A・スタイツ
- 1999年 -  ロデリック・マキノン
- 1998年 -  エリザベス・H・ブラックバーン, キャロル・W・グライダー
- 1997年 -  ロバート・ホロビッツ, ジョン・サルストン
- 1996年 -  リチャード・アクセル, リンダ・バック, ジェームズ・ハズペス
- 1995年 -  Thomas D. Pollard, James A. Spudich
- 1994年 -  ロバート・ローダー, Robert Tjian
- 1993年 -  ジェームズ・ロスマン, ランディ・シェクマン
- 1992年 -  ポール・ナース, リーランド・ハートウェル
- 1991年 -  David Botstein, Raymond L. White, Ronald W. Davis
- 1990年 -  リチャード・ヘンダーソン, Peter Nigel Tripp Unwin
- 1989年 -  クリスティアーネ・ニュスライン＝フォルハルト, エドワード・ルイス
- 1988年 -  シドニー・アルトマン, トーマス・チェック
- 1987年 -  井上信也 (Shinya Inoué)
- 1986年 -  Harland G. Wood
- 1985年 -  シーモア・ベンザー, シドニー・ブレナー
- 1984年 -  Donald D. Brown, Robert L. Letsinger
- 1983年 -  エリック・カンデル, Daniel E. Koshland, Jr.
- 1982年 -  Keith R. Porter, アレクサンダー・リッチ
- 1981年 -  スタンリー・コーエン, リータ・レーヴィ＝モンタルチーニ, Gordon H. Sato
- 1980年 -  イライアス・コーリー, ベンクト・サミュエルソン, Frank H. Westheimer
- 1979年 -  Howard Green, Beatrice Mintz
- 1978年 -  セーサル・ミルスタイン
- 1977年 -  バーバラ・マクリントック
- 1976年 -  ピーター・ミッチェル
- 1975年 -  ブルース・エイムス, James A. Miller, Elizabeth C. Miller
- 1974年 -  Arthur B. Pardee, H. Edwin Umbarger
- 1973年 -  H. Ronald Kaback, Saul Roseman
- 1972年 -  Boris Ephrussi
- 1971年 -  デイヴィッド・ヒューベル, トルステン・ウィーセル